# Mauropterix jailensis
Mauropterix jailensis is een vlinder uit de familie zakjesdragers (Psychidae). De wetenschappelijke naam van deze soort is voor het eerst geldig gepubliceerd in 2008 door Rutjan &Weidlich.
De soort komt voor in Europa.